# Száraz-patak (Borsosberény)
A Száraz-patak a Cserhátban ered, Borsosberény településtől nyugatra ered, Nógrád vármegyében, mintegy 250 méteres tengerszint feletti magasságban. A patak forrásától kezdve keleti, majd északkeleti irányban halad, majd Borsosberény keleti részénél éri el a Derék-patakot.

## Part menti település
- Borsosberény